# Uniporte
Em biologia, os estudos sobre o mecanismo de transporte através da membrana, efetuado por proteínas, de três formas. Uma delas é a uniporte, onde a molécula a ser transportada, passa de um meio para o outro (interno-externo ou externo-interno), de maneira isolada, ou seja, ela passa uma molécula por vez, no transporte. Pode ser efetuado pela proteína carreadora através dos sitios de ligação.

## Ligações exernas
- M. G. Wolfersberger: Uniporters, symporters and antiporters. In: The Journal of experimental biology. Band 196, November 1994, S. 5–6, ISSN 0022-0949. PMID 7823043.